# Lycaenopsis shonen
Lycaenopsis shonen är en fjärilsart som beskrevs av Teiso Esaki 1932. Lycaenopsis shonen ingår i släktet Lycaenopsis och familjen juvelvingar. Inga underarter finns listade i Catalogue of Life.